# Strunkovice nad Volyňkou
Strunkovice nad Volyňkou (in tedesco Strunkowitz an der Wolinka) è un comune della Repubblica Ceca facente parte del distretto di Strakonice, in Boemia Meridionale.